# Ismail Al Hammadi
Ismail Salem Al Hammadi (Dubai, 1º luglio 1988) è un calciatore emiratino, centrocampista del Emirates Club e della nazionale degli Emirati Arabi Uniti.

## Cronologia presenze e reti in nazionale
| Cronologia completa delle presenze e delle reti in nazionale ― Emirati Arabi Uniti | Cronologia completa delle presenze e delle reti in nazionale ― Emirati Arabi Uniti | Cronologia completa delle presenze e delle reti in nazionale ― Emirati Arabi Uniti | Cronologia completa delle presenze e delle reti in nazionale ― Emirati Arabi Uniti | Cronologia completa delle presenze e delle reti in nazionale ― Emirati Arabi Uniti | Cronologia completa delle presenze e delle reti in nazionale ― Emirati Arabi Uniti | Cronologia completa delle presenze e delle reti in nazionale ― Emirati Arabi Uniti | Cronologia completa delle presenze e delle reti in nazionale ― Emirati Arabi Uniti |
| Data                                                                               | Città                                                                              | In casa                                                                            | Risultato                                                                          | Ospiti                                                                             | Competizione                                                                       | Reti                                                                               | Note                                                                               |
| ---------------------------------------------------------------------------------- | ---------------------------------------------------------------------------------- | ---------------------------------------------------------------------------------- | ---------------------------------------------------------------------------------- | ---------------------------------------------------------------------------------- | ---------------------------------------------------------------------------------- | ---------------------------------------------------------------------------------- | ---------------------------------------------------------------------------------- |
| 6-9-2008                                                                           | -                                                                                  | Corea del Nord                                                                     | 2 – 1                                                                              | Emirati Arabi Uniti                                                                | Qual. Mondiali 2010                                                                | -                                                                                  |                                                                                    |
| 10-9-2008                                                                          | -                                                                                  | Arabia Saudita                                                                     | 2 – 1                                                                              | Emirati Arabi Uniti                                                                | Qual. Mondiali 2010                                                                | -                                                                                  | 87’                                                                                |
| 09-10-2008                                                                         | -                                                                                  | Giappone                                                                           | 1 – 1                                                                              | Emirati Arabi Uniti                                                                | Amichevole                                                                         | 1                                                                                  | 16’                                                                                |
| 15-10-2008                                                                         | -                                                                                  | Corea del Sud                                                                      | 1 – 4                                                                              | Emirati Arabi Uniti                                                                | Qual. Mondiali 2010                                                                | 1                                                                                  | 45’                                                                                |
| 19-11-2008                                                                         | -                                                                                  | Emirati Arabi Uniti                                                                | 1 – 1                                                                              | Iran                                                                               | Qual. Mondiali 2010                                                                | -                                                                                  |                                                                                    |
| 28-3-2009                                                                          | -                                                                                  | Corea del Nord                                                                     | 2 – 0                                                                              | Emirati Arabi Uniti                                                                | Qual. Mondiali 2010                                                                | -                                                                                  |                                                                                    |
| 1-4-2009                                                                           | -                                                                                  | Arabia Saudita                                                                     | 3 – 2                                                                              | Italia                                                                             | Qual. Mondiali 2010                                                                | -                                                                                  |                                                                                    |
| 2-6-2009                                                                           | -                                                                                  | Emirati Arabi Uniti                                                                | 2 – 7                                                                              | Germania                                                                           | Amichevole                                                                         | 1                                                                                  |                                                                                    |
| 11-1-2011                                                                          | -                                                                                  | Corea del Nord                                                                     | 0 – 0                                                                              | Emirati Arabi Uniti                                                                | Coppa d'Asia 2011                                                                  | -                                                                                  |                                                                                    |
| 15-1-2011                                                                          | -                                                                                  | Iraq                                                                               | 1 – 0                                                                              | Emirati Arabi Uniti                                                                | Coppa d'Asia 2011                                                                  | -                                                                                  |                                                                                    |
| 19-1-2011                                                                          | -                                                                                  | Iran                                                                               | 3 – 0                                                                              | Emirati Arabi Uniti                                                                | Coppa d'Asia 2011                                                                  | -                                                                                  |                                                                                    |
| 23-7-2011                                                                          | -                                                                                  | India                                                                              | 0 – 3                                                                              | Emirati Arabi Uniti                                                                | Qual. Mondiali 2014                                                                | 1                                                                                  |                                                                                    |
| 28-7-2011                                                                          | -                                                                                  | Emirati Arabi Uniti                                                                | 2 – 2                                                                              | India                                                                              | Qual. Mondiali 2014                                                                | -                                                                                  |                                                                                    |
| 2-9-2011                                                                           | -                                                                                  | Emirati Arabi Uniti                                                                | 2 – 3                                                                              | Kuwait                                                                             | Qual. Mondiali 2014                                                                | 1                                                                                  |                                                                                    |
| 6-9-2011                                                                           | -                                                                                  | Libano                                                                             | 3 – 1                                                                              | Emirati Arabi Uniti                                                                | Qual. Mondiali 2014                                                                | -                                                                                  |                                                                                    |
| 11-10-2011                                                                         | -                                                                                  | Corea del Sud                                                                      | 2 – 1                                                                              | Emirati Arabi Uniti                                                                | Qual. Mondiali 2014                                                                | -                                                                                  |                                                                                    |
| 11-11-2011                                                                         | -                                                                                  | Emirati Arabi Uniti                                                                | 0 – 2                                                                              | Corea del Sud                                                                      | Qual. Mondiali 2014                                                                | -                                                                                  | 88’                                                                                |
| 15-11-2011                                                                         | -                                                                                  | Kuwait                                                                             | 2 – 1                                                                              | Emirati Arabi Uniti                                                                | Qual. Mondiali 2014                                                                | -                                                                                  |                                                                                    |
| 14-11-2012                                                                         | -                                                                                  | Estonia                                                                            | 1 – 2                                                                              | Emirati Arabi Uniti                                                                | Amichevole                                                                         | -                                                                                  | 45’                                                                                |
| 6-2-2013                                                                           | -                                                                                  | Vietnam                                                                            | 1 – 2                                                                              | Emirati Arabi Uniti                                                                | Qualificazioni Coppa d'Asia 2015                                                   | -                                                                                  | 58’                                                                                |
| 22-3-2013                                                                          | -                                                                                  | Emirati Arabi Uniti                                                                | 2 – 1                                                                              | Uzbekistan                                                                         | Amichevole                                                                         | -                                                                                  | 45’                                                                                |
| 9-9-2013                                                                           | -                                                                                  | Emirati Arabi Uniti                                                                | 2 – 1                                                                              | Nuova Zelanda                                                                      | Amichevole                                                                         | -                                                                                  | 45’                                                                                |
| 9-11-2013                                                                          | -                                                                                  | Emirati Arabi Uniti                                                                | 4 – 0                                                                              | Filippine                                                                          | Amichevole                                                                         | -                                                                                  | 62’                                                                                |
| 15-11-2013                                                                         | -                                                                                  | Emirati Arabi Uniti                                                                | 4 – 0                                                                              | Hong Kong                                                                          | Qualificazioni Coppa d'Asia 2015                                                   | 1                                                                                  | 68’                                                                                |
| 19-11-2013                                                                         | -                                                                                  | Emirati Arabi Uniti                                                                | 5 – 0                                                                              | Vietnam                                                                            | Qualificazioni Coppa d'Asia 2015                                                   | -                                                                                  | 45’                                                                                |
| 5-3-2014                                                                           | -                                                                                  | Uzbekistan                                                                         | 1 – 1                                                                              | Emirati Arabi Uniti                                                                | Qualificazioni Coppa d'Asia 2015                                                   | -                                                                                  | 45’                                                                                |
| 27-5-2014                                                                          | -                                                                                  | Armenia                                                                            | 4 – 3                                                                              | Emirati Arabi Uniti                                                                | Amichevole                                                                         | -                                                                                  | 57’                                                                                |
| 27-8-2014                                                                          | -                                                                                  | Norvegia                                                                           | 0 – 0                                                                              | Emirati Arabi Uniti                                                                | Amichevole                                                                         | -                                                                                  | 58’                                                                                |
| 11-1-2015                                                                          | -                                                                                  | Emirati Arabi Uniti                                                                | 4 – 1                                                                              | Qatar                                                                              | Coppa d'Asia 2015                                                                  | -                                                                                  | 68’                                                                                |
| 15-1-2015                                                                          | -                                                                                  | Bahrein                                                                            | 1 – 2                                                                              | Emirati Arabi Uniti                                                                | Coppa d'Asia 2015                                                                  | -                                                                                  | 62’                                                                                |
| 23-1-2015                                                                          | -                                                                                  | Giappone                                                                           | 5 – 6                                                                              | Emirati Arabi Uniti                                                                | Coppa d'Asia 2015                                                                  | -                                                                                  |                                                                                    |
| 27-1-2015                                                                          | -                                                                                  | Australia                                                                          | 2 – 0                                                                              | Emirati Arabi Uniti                                                                | Coppa d'Asia 2015                                                                  | -                                                                                  | 45’                                                                                |
| 30-1-2015                                                                          | -                                                                                  | Iraq                                                                               | 2 – 3                                                                              | Emirati Arabi Uniti                                                                | Coppa d'Asia 2015                                                                  | -                                                                                  | 53’                                                                                |
| 16-6-2015                                                                          | -                                                                                  | Timor Est                                                                          | 0 – 1                                                                              | Emirati Arabi Uniti                                                                | Qual. Mondiali 2018                                                                | -                                                                                  | 60’                                                                                |
| 3-9-2015                                                                           | -                                                                                  | Emirati Arabi Uniti                                                                | 10 – 0                                                                             | Malaysia                                                                           | Qual. Mondiali 2018                                                                | -                                                                                  | 64’                                                                                |
| 8-10-2015                                                                          | -                                                                                  | Arabia Saudita                                                                     | 2 – 1                                                                              | Emirati Arabi Uniti                                                                | Qual. Mondiali 2018                                                                | -                                                                                  | 63’                                                                                |
| 12-11-2015                                                                         | -                                                                                  | Emirati Arabi Uniti                                                                | 8 – 0                                                                              | Timor Est                                                                          | Qual. Mondiali 2018                                                                | 1                                                                                  | 45’                                                                                |
| 17-11-2015                                                                         | -                                                                                  | Malaysia                                                                           | 1 – 2                                                                              | Emirati Arabi Uniti                                                                | Qual. Mondiali 2018                                                                | -                                                                                  |                                                                                    |
| 16-1-2016                                                                          | -                                                                                  | Emirati Arabi Uniti                                                                | 2 – 1                                                                              | Islanda                                                                            | Amichevole                                                                         | 1                                                                                  | 45’                                                                                |
| 24-3-2016                                                                          | -                                                                                  | Emirati Arabi Uniti                                                                | 2 – 1                                                                              | Mandato di Palestina                                                               | Qual. Mondiali 2018                                                                | 1                                                                                  | 67’                                                                                |
| 05-01-2019                                                                         | Abu Dhabi                                                                          | Emirati Arabi Uniti                                                                | 1 – 1                                                                              | Bahrein                                                                            | Coppa d'Asia 2019 - 1º turno                                                       | -                                                                                  |                                                                                    |
| 10-01-2019                                                                         | Abu Dhabi                                                                          | India                                                                              | 0 – 2                                                                              | Emirati Arabi Uniti                                                                | Coppa d'Asia 2019 - 1º turno                                                       | -                                                                                  | Cap.                                                                               |
| 14-01-2019                                                                         | al-'Ayn                                                                            | Emirati Arabi Uniti                                                                | 1 – 1                                                                              | Thailandia                                                                         | Coppa d'Asia 2019 - 1º turno                                                       | -                                                                                  | Cap. 74’                                                                           |
| 21-01-2019                                                                         | Abu Dhabi                                                                          | Emirati Arabi Uniti                                                                | 3 – 2 dts                                                                          | Kirghizistan                                                                       | Coppa d'Asia 2019 - Ottavi di finale                                               | -                                                                                  | 62’                                                                                |
| 25-01-2019                                                                         | al-'Ayn                                                                            | Emirati Arabi Uniti                                                                | 1 – 0                                                                              | Australia                                                                          | Coppa d'Asia 2019 - Quarti di finale                                               | -                                                                                  | 61’ 88’                                                                            |
| 29-01-2019                                                                         | Abu Dhabi                                                                          | Qatar                                                                              | 4 – 0                                                                              | Emirati Arabi Uniti                                                                | Coppa d'Asia 2019 - Semifinale                                                     | -                                                                                  | 51’                                                                                |
| Totale                                                                             |                                                                                    | Presenze                                                                           | 46                                                                                 |                                                                                    | Reti                                                                               | 9                                                                                  |                                                                                    |

## Palmarès

### Club

#### Competizioni nazionali
- UAE Arabian Gulf League: 3

Al-Ahli: 2008-2009, 2013-2014, 2015-2016
- UAE Arabian Gulf Cup: 4

Al-Ahli: 2011-2012, 2013-2014, 2016-2017, 2018-2019
- Coppa del Presidente degli Emirati Arabi Uniti: 2

Al-Ahli: 2012-2013, 2018-2019
- UAE Super Cup: 3

Al-Ahli: 2013,  2014,  2016

### Nazionale
- Coppa delle Nazioni del Golfo: 1 :

2013

### Individuale
- AGL Emirati Player of the Year: 1

2013-2014